# FC 이스크라 스탈 르브니차
FC 이스크라 스탈 르브니차(Fotbal Club Iskra-Stal Rîbnița)는 트란스니스트리아 르브니차를 연고로 하는 몰도바의 축구 클럽이다. 현재는 몰도바의 3부 축구 리그인 디비지아 B에 참가하고 있다.

## 성적
- 디비지아 나치오날러 준우승 1회 (2009-10)
- 쿠파 몰도베이 우승 1회 (2011)

## 선수 명단

### 역대
틀:몰도바 디비전 B